# Elton Jantjies
Pas d'image ? Cliquez ici

a Compétitions nationales et continentales officielles uniquement.

b Matchs officiels uniquement.
Dernière mise à jour le 2 décembre 2023.
Elton Jantjies, né le 1er août 1990 à Graaff-Reinet (Afrique du Sud), est un joueur international sud-africain évoluant au poste de demi d'ouverture.

## Biographie
Elton Jantjies évolue avec les Golden Lions en Currie Cup et en Vodacom Cup à partir de 2010.
En 2011, il fait ses débuts en Super Rugby avec la franchise des Lions. La même année, il remporte la Currie Cup avec les Golden Lions.
Il obtient sa première cape internationale avec l'Afrique du Sud lors de l'édition 2012 du Rugby Championship, face à l'Australie. Lors de cette compétition, il dispute également un deuxième match face à la Nouvelle-Zélande, deux matchs disputés en tant que remplaçant.
Pour la saison 2013 de Super Rugby, il rejoint la franchise des Stormers en prêt. 
En 2014, il rejoint, durant l'intersaison du Super Rugby, le club japonais des NTT Shining Arcs.
Il retrouve la sélection en juin 2016 lors d'une tournée de l'Irlande en Afrique du Sud. Durant le premier test, il remplace Patrick Lambie, victime d'une commotion cérébrale lors d'un choc avec CJ Stander.
En 2016, 2017, et 2018, il est triple finaliste du Super Rugby avec sa franchise des Lions mais son équipe s'incline à chaque fois, respectivement contre les Hurricanes puis contre les Crusaders à deux reprises.
En juin 2019, il est convoqué pour disputer le Rugby Championship. Il remporte la compétition avec son équipe, participant à une rencontre en tant que titulaire. En août, il est sélectionné pour disputer la Coupe du monde 2019. Durant la compétition, il ne participe qu'à deux rencontres de poule contre la Namibie et le Canada. Cependant, il est sacré champion du monde à l'issue de la finale remportée 32 à 12 contre l'Angleterre par ses coéquipiers.
En avril 2021, il rejoint le Top 14 et la Section paloise en tant que joueur supplémentaire jusqu'à la fin de la saison 2020-2021.
Durant l'été 2021, il est annoncé qu'il signe pour le club japonais des NTT-Docomo Red Hurricanes à partir de la saison 2022 de la League One.
Il est exclu de la tournée d'automne 2022 de l'Afrique du sud car il est sérieusement suspecté d'avoir eu une aventure amoureuse avec la diététicienne de l'équipe. Il est alors licencié par son club. Courant décembre 2022, il rejoint le SU Agen. Il quitte finalement le club à l'issue de la saison.
En juin 2023, il est rappelé par les Springboks pour préparer le Rugby Championship et pour pallier des blessures à l'ouverture. En août suivant, il n'est pas retenu dans le groupe final de l'Afrique du Sud pour la Coupe du monde 2023. Il annonce avoir été testé positif au clenbutérol deux mois auparavant.
En janvier 2024, l'agence antidopage sud-africaine (SAIDS) annonce le suspendre pour une durée de quatre ans à la suite de son contrôle positif au clenbutérol. Selon son agent, « Elton préfère ne pas faire de commentaires et son équipe juridique travaille sur ce dossier ».

## Statistiques
Elton Jantjies compte 46 sélections sous le maillot des Springboks dont 27 en tant que titulaire, inscrivant un total de 331 points, 2 essais, 62 pénalités, 1 drop et 66 transformations. Il a été sélectionné pour la première fois avec les Springboks le 29 septembre 2012 contre l'Australie,.
Il participe à une édition de la Coupe du monde en 2019.

## Palmarès

### En franchise et province
- Vainqueur de la Currie Cup en 2011 avec les Golden Lions.
- Finaliste du Super Rugby en 2016, 2017 et 2018 avec les Lions.

### En sélection nationale
- Vainqueur du Rugby Championship en 2019 avec l'Afrique du Sud.
- Vainqueur de la Coupe du monde en 2019 avec l'Afrique du Sud.